# Ekrem Akurgal
Ekrem Akurgal (30. března 1911, Haifa – 1. listopadu 2002, İzmir) byl turecký klasický archeolog.

## Životopis
Od roku 1932 studoval na berlínské univerzitě, kde v roce 1940 u Gerharta Rodenwaldta promoval. Od roku 1941 působil na ankarské univerzitě, v období 1949 až 1981 jako profesor klasické archeologie. Je považován, vedle Mansela, za zakladatele archeologie v moderním Turecku. Byl čestným členem Německého archeologického institutu a Académie des Inscriptions et Belles-Lettres a řady dalších vědeckých akademií.
Prováděl vykopávky v Phokäa (Foça), Pitane (Çandarlı), Erythrain a Smyrně.

## Dílo (výběr)
- Bir arkeoloğun anıları. Türkiye Cumhuriyeti kültür tarihinden birkaç yapraklar. Ankara, Türkiye Bilimler Akademisi 1999. ISBN 975-405-166-6 [Autobiographie mit Schriftenverzeichnis]
- Griechische und römische Kunst in der Türkei (1987)
- Alt-Smyrna, 1: Wohnschichten und Athenatempel (1983)
- Ancient civilizations and ruins of Turkey (1969)
- Urartäische und altiranische Kunstzentren (1968)
- Orient und Okzident (1966)
- spoluautor Richard Ettinghausen: Die Türkei und ihre Kunstschätze. Das Anatolien der frühen Königreiche, Byzanz, die islamische Zeit (1966)
- Die Kunst der Hethiter (1961)
- Vorläufiger Bericht über die Ausgrabungen in Sinope (1956)
- Zwei Grabstelen vorklassischer Zeit aus Sinope (1955)
- Phrygische Kunst (1955)
- Späthethitische Bildkunst (1949)
- Remarques stylistiques sur les Reliefs de Malatya (1946)
- Griechische Reliefs des VI. Jahrhunderts aus Lykien (1941)